# Carte à fenêtre

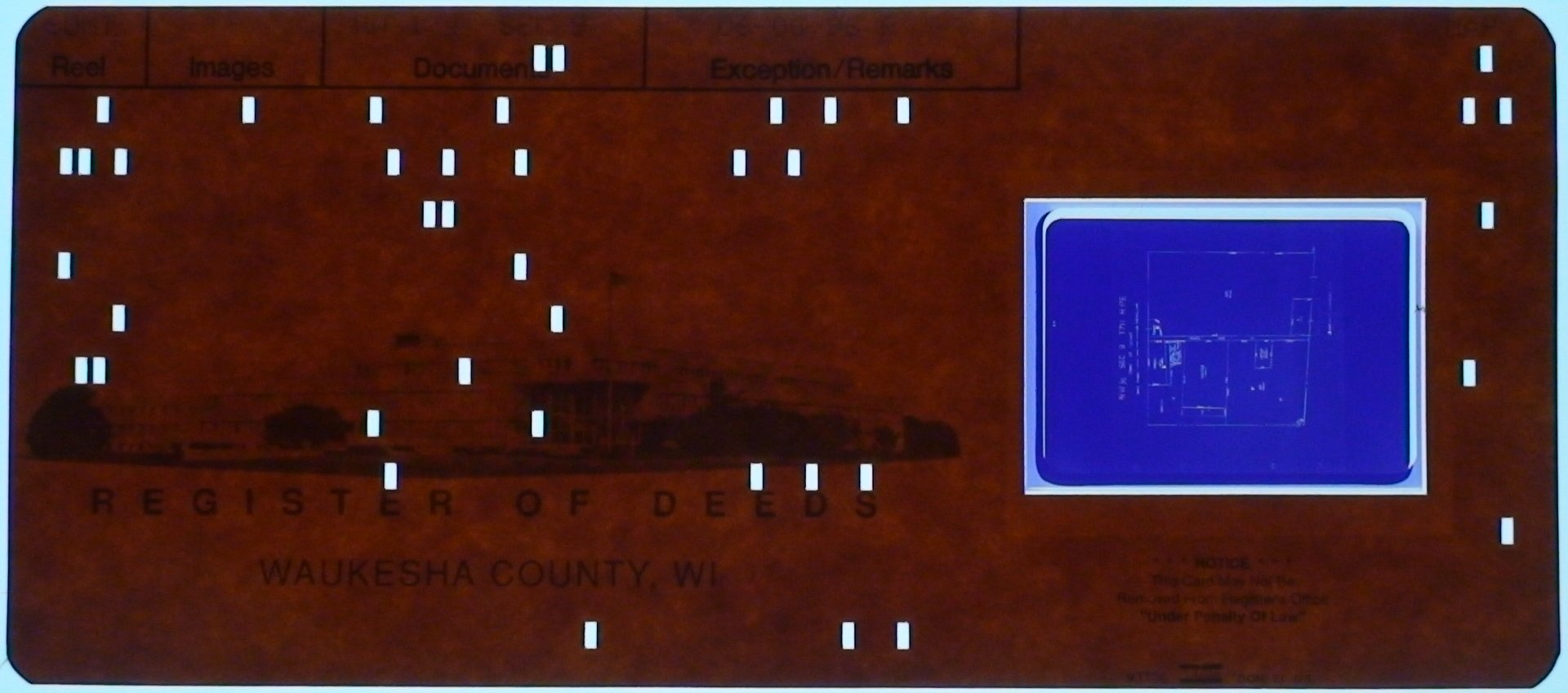
Carte à fenêtre rétroéclairée provenant du cadastre du Comté de Waukesha

Une carte à fenêtre est un type de carte perforée comportant une zone réservée à la fixation d'un élément de microfilm et utilisée pour l'archivage ou pour disposer de plusieurs copies d'un document. On trouve également le terme carte à ouverture, adaptation directe de l'anglais aperture card.
La partie perforée sert généralement à stocker des métadonnées lisibles par machine, associées au contenu du microfilm et également imprimées en clair sur la carte pour la lecture humaine. Il existe des machines pour stocker, récupérer, trier, dupliquer, créer et numériser ces cartes avec un haut niveau d'automatisation.
Les cartes à fenêtre présentent des avantages et inconvénients par rapport aux documents numérisés, si bien que leur importance dans l'archivage diminue, étant progressivement remplacées par la numérisation.

## Usage
Les cartes à fenêtre sont utilisées pour les dessins techniques de toutes sortes. Aux États-Unis, les administrations du cadastre et le Département de la Défense les utilisaient autrefois largement, mais la plupart des données sont désormais numériques.
En France, le service historique de la Marine les a utilisées pour stocker les plans des navires anciens ainsi que les états de service des personnels et en fournir des extraits. Elles ont également été utilisées lors de la construction du Concorde pour diffuser efficacement les mêmes plans aux multiples usines concernées.
Les informations sur le dessin, par exemple son numéro, étaient généralement à la fois perforées et imprimées sur la face visible. Avec les machines appropriées, cela permet une manipulation automatisée. En l’absence de telles machines, les cartes sont toujours susceptibles d'être lues par un humain.

### Avantages
Les cartes à fenêtre présentent, à des fins d'archivage, certains avantages par rapport aux systèmes numériques. Elles ont une durée de vie de 500 ans, sont lisibles par un humain et il n'y a quasiment aucune dépense de conservation ni de conversion de format.

### Inconvénients
On retrouve la plupart des inconvénients déjà connus pour les différences entre les supports analogiques et numériques. En particulier, la recherche de chaînes de caractères est considérablement plus lente. La manipulation des cartes physiques nécessite des machines propriétaires ad-hoc et le traitement des films optiques prend beaucoup de temps.
La nature même des caméras microfilm et les propriétés de contraste élevé du microfilm lui-même imposent également des limites à la quantité de détails pouvant être résolus, en particulier aux taux de réduction les plus élevés (36x ou plus) nécessaires pour photographier des très grands dessins. Les dessins faiblement colorés ou présentant un contraste faible ou irrégulier ne sont pas reproduits correctement et des détails importants peuvent être perdus.
Comme pour d'autres formes de microfilms, un mauvais classement des cartes après utilisation, en particulier dans les grandes archives, entraîne la perte de la carte, à moins qu'elle ne soit retrouvée ultérieurement par accident.
Les cartes à fenêtre créées à partir d'un film de 35 mm déroulé monté sur des cartes vierges doivent être traitées avec le plus grand soin. Plier la carte peut provoquer le détachement du film. Une pression excessive sur une pile de cartes peut provoquer un suintement de la colle de montage, risquant d'agglomérer plusieurs cartes et de bourrer les machines de traitement.

## Conversions
Un jeu de cartes peut être rapidement trié par numéro de dessin ou par d'autres données perforées à l'aide d'un trieur de cartes. Il existe désormais des machines qui numérisent les cartes à fenêtre et produisent une version numérique.
Il existe également des traceurs spécifiques (plotter) qui utilisent un gravage laser pour créer l'image sur le film.
Les cartes à fenêtre peuvent être converties en documents numériques à l'aide d'équipements et de logiciels de numérisation. La numérisation peut permettre un nettoyage et une amélioration importante de l’image. Souvent, l’image numérique produite est meilleure que la qualité visuelle disponible avant la numérisation.